# سيملاسو في إفريقيا
سميلاسو في إفريقيا : ;كتاب رحلات لأمير ألماني بوكلير موسكاو إلى الايالة التونسية في سنة 5381 م ؛ نقله من الألمانية إلى العربية وقدم له وعلق عليه منير الفندري ؛ أسهم في تعريبه الصحبي الثابتي
بوكلير موسكاو : الأمير هرمان فون بوكلير موسكاو (1785-1871) من أعلام طبقة النبلاء الألمان في القرن التاسع عشر. اشتهر برحلاته إلى أفريقيا الشمالية في 1835 ومصر. دون رحلته إلى أفريقيا في كتاب «سيملاسو في إفريقيا» (5 أجزاء). نشر في 1836.